# Fjorden
Fjorden (2000) è un album della cantautrice tedesca Barbara Morgenstern.

## Tracce
1. Tag und Nacht – 5:10
2. Fjorden – 4:45
3. Der Augenblick – 4:09
4. Dr.Mr. – 3:24
5. Der Hintergedanke – 4:04
6. Eine Verabredung – 4:02
7. MjisnDJedschaz – 4:17
8. Happy End – 3:02
9. Wir Auf Der Flucht – 4:10
10. Teil für Teil – 3:34
11. Der Wunsch Teil Drei – 4:43